# Мержанов, Сергей Борисович
Сергей Борисович Мержа́нов (29 мая 1959, Красноярск — 21 января 2022, Москва) — архитектор, историк архитектуры, журналист, лектор, экскурсовод, дизайнер, краевед, градозащитник, некрополист. Автор более 500 публикаций в профессиональной печати и сборниках, научно-просветительских изданиях и региональной печати, автор и соавтор книг и монографий.

## Биография

### Ранние годы
Родился 29 мая 1959 г. в Красноярске в семье архитекторов. Отец — Борис Миронович Мержанов — работал архитектором в Крайгражданпроекте (г. Красноярск), позднее руководил отделом ЦНИИЭП жилища в Москве, с 1973 года член Центрального Правления Союза архитекторов СССР, с 1981 года — член Правления Центрального Дома архитектора в Москве. С 1989 по 1993 год работал заведующим отделом во ВНИИТАГ (г. Москва). В 1948 году Борис Миронович Мержанов был репрессирован: арестован и осуждён на 5 лет исправительно-трудового лагеря по ст. 19-58-8 УК РСФСР. В лагере (Волжский ИТЛ) провёл 4 года, в 1952 году освобожден досрочно. В 1953 году переехал в Красноярск к отцу, где в том же году познакомился с будущей супругой — Эльвирой Петровной Чувашёвой, которая на тот момент проходила летнюю практику в Крайгражданпроекте. Отдел, куда направили Эльвиру Петровну, возглавлял отец Бориса Мержанова — Мирон Иванович Мержанов. Борис Миронович и Эльвира Петровна поженились в 1958 году.
Дед Сергея Борисовича по отцовской линии — Мирон Иванович Мержанов — в 1930-е годы занимал пост главного архитектора ВЦИК СССР, в 1934—1941 гг. личный архитектор И.В. Сталина. Арестован в 1943 году, в 1944 г. приговорен к 10 годам лагерей по статье 58, ч. 10 УК РСФСР — Пропаганда или агитация, содержащие призыв к свержению, подрыву или ослаблению Советской власти или к совершению отдельных контрреволюционных преступлений, реабилитирован в 1956 г.; прадед — Эммануил Багдасарович Ходжаев — главный архитектор Пятигорска и Кисловодска, автор более трехсот архитектурных проектов на территории курортов Кавказских Минеральных Вод.

### До армии
В 1960 году семья Мержановых вернулась из Красноярска в Москву и обосновалась в коммунальной квартире на Красной Пресне (современный адрес: Москва, ул.1905 года, дом 5). В конце 1960-х коллектив ЦНИИЭП жилища, включая Б.М. Мержанова, запроектировал дом № 7 по ул. Тимирязевской, где семья Мержановых получила квартиру в 1970-м году. Но связь с Сибирью не прервалась — Сергей Борисович по одному-два раза в год навещал дедушку и бабушку по материнской линии в Красноярске.

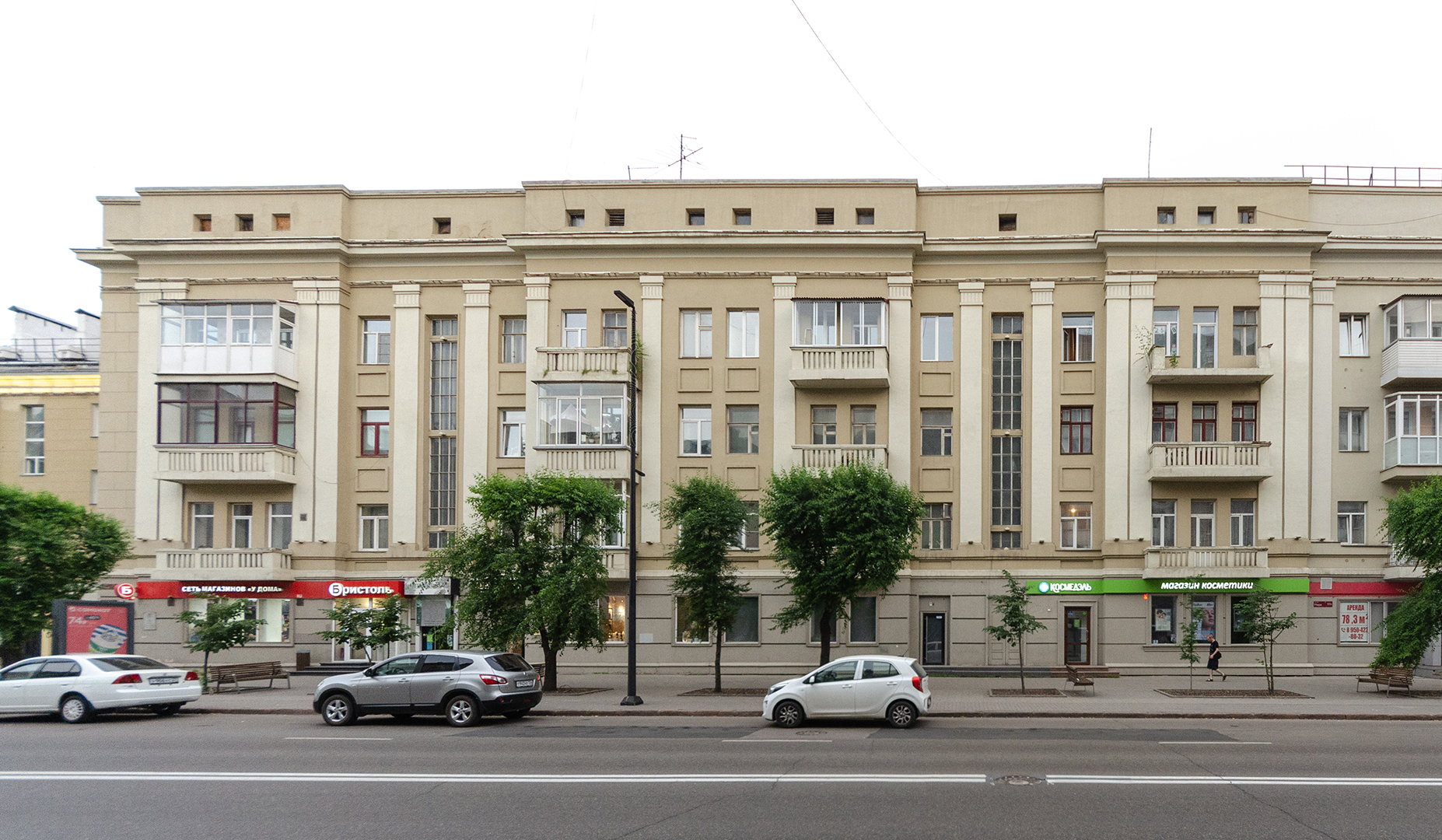
Дом, в котором жили Мержановы в Красноряске по адресу: проспект Мира, дом 107. Квартира Мержановых располагалась на первом этаже, сейчас здесь расположены магазины.

В 1960 году дед Сергея Мирон Иванович Мержанов построил одноэтажную деревянную дачу на улице Мира в посёлке Новые Горки в подмосковном Калининграде (ныне мкр. Первомайский, г.о. Королёв). Участок земли был выделен в качестве компенсации за конфискованную при аресте дачу в Загорянке (сейчас там располагается музей «Братьев Кисель-Загорянских и дачной культуры»). На даче Сергей с родителями проводили почти каждые выходные и летние сезоны, несколько раз оставались зимовать. По признанию С. Б. Мержанова, Красноярск, Калининград (Королёв) и Новые Горки всегда занимали особое место в душе архитектора.

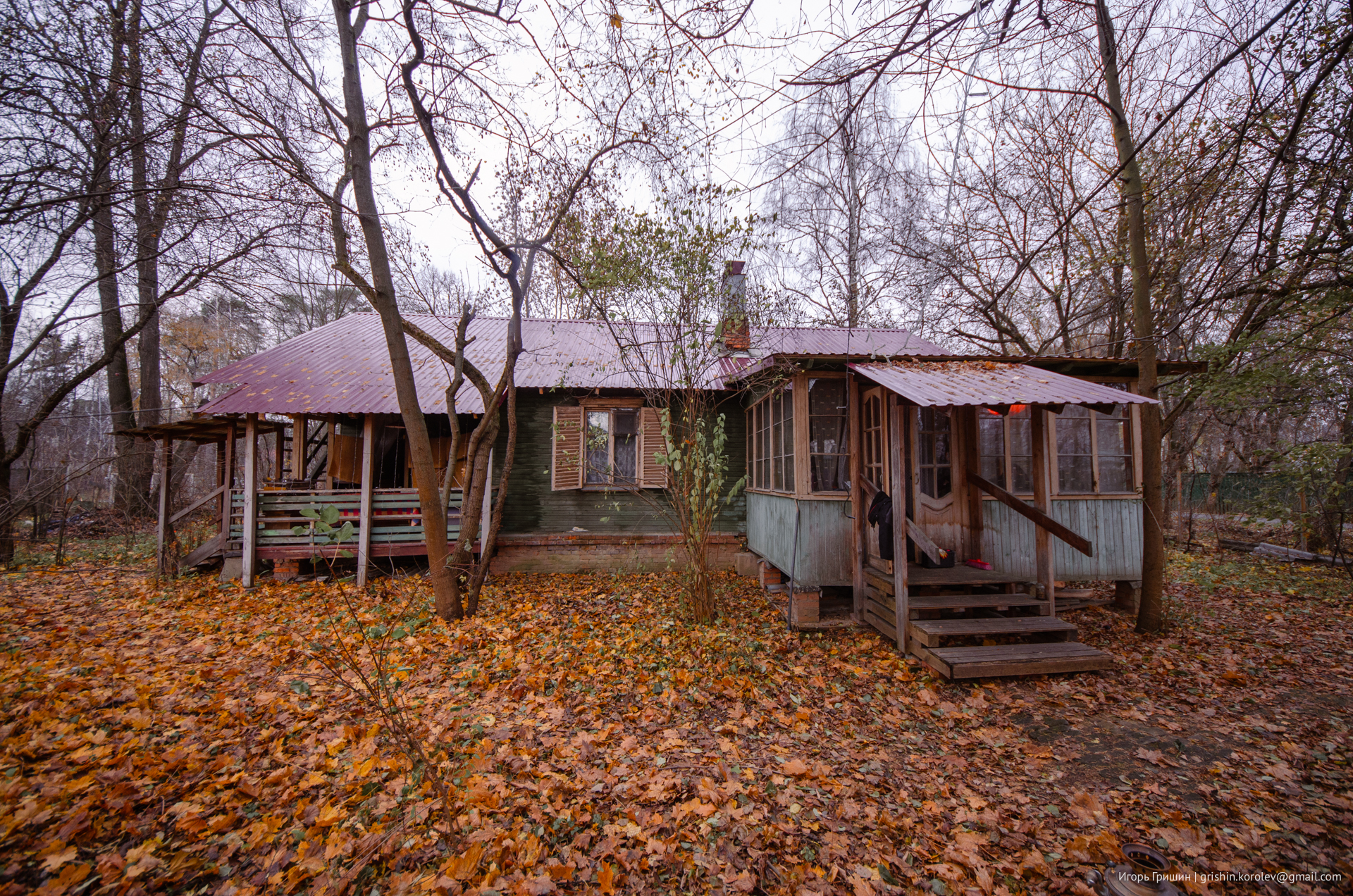
Дача Мержановых в Королёве в мкр. Первомайский, на улице Мира.

В 1966 году Сергей Мержанов был зачислен в московскую спецшколу № 20 с углубленным изучением английского языка (Вспольный переулок, д.6), где учился до восьмого класса, девятый и десятый классы закончил в школе № 238 (ул. Тимирязевская, д.14А). Параллельно учёбе в старших классах занимался на подготовительных курсах Московского архитектурного института (МАрхИ). Преподавателем рисунка на курсах был архитектор Мосгражданпроекта А.П. Ходырев. 
В 1976 г. поступил на вечернее отделение МАрхИ на специальность «архитектура», на втором курсе перевелся на дневное отделение.
В 1979 году на третьем курсе обучения Сергей Мержанов начал исследование комплекса зданий Болшевской трудовой коммуны и пишет курсовую работу, посвященную архитектуре комплекса, а также принимает участие в работе на строительных объектах XXII летних Олимпийских игр в Москве (октябрь 1979 г. — январь 1980 г.), в том числе, принял участие в строительстве крытого стадиона «Олимпийский».
После третьего курса как молодой специалист проходит практику в Центральном научно-исследовательском институте типового и экспериментального проектирования жилища (ЦНИИЭП жилища). На пятом курсе (1980 г.) принят в группу по специализации «Теория и история архитектуры и градостроительства» (проф. О. А. Швидковский и проф. Э. А. Гольдзамт), что предопределило основное направление его деятельности.
После окончания института в ноябре 1982 года Сергей Борисович был призван на срочную службу (1982—1984 гг.) в Вооруженные силы СССР. Службу проходил в строительных частях, где в звании военного строителя-рядового выполнял работу архитектора, художника и конструктора.

### Исследование в области архитектуры и градостроительства
С 1984 года Мержанов работал в Международном отделе ЦНИИЭП жилища, с 1985 по 1988 г. учится в аспирантуре при институте. В 1988 г. Мержанов окончил аспирантуру, но кандидатскую диссертацию защищать не стал. После завершения учёбы переходит на работу заведующего группой в научно-информационный отдел Всесоюзного научно-исследовательского института теории архитектуры и градостроительства (ныне — НИИТИАГ филиал ФГБУ «ЦНИИП Минстроя России», где проработал до 1992 года.

### Исследования биографий и наследия российских и зарубежных архитекторов
В течение всей жизни Мержанов был увлечен исследованиями, посвященными российским и зарубежным архитекторам. Особое место в его творчестве посвящено архитектуре Португалии и Бразилии. Он писал о жизни и творчестве А. Гауди, О. Нимейера, А. Сиза, А. Аалто, Жана Нувеля, Чарльза Корреа.

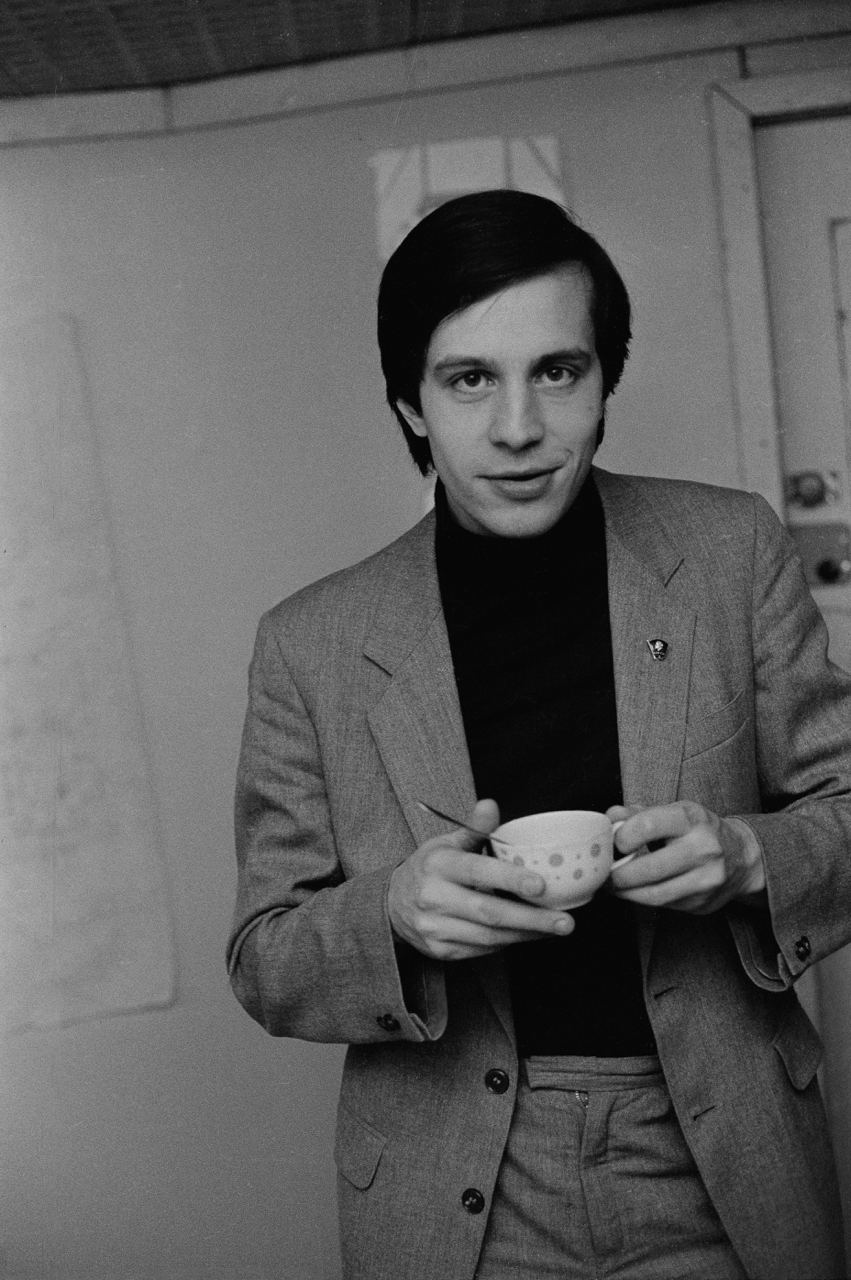
Сергей Борисович Мержанов в начале 90-х годов. Фото А. А. Попова.

Благодаря его исследовательской работе, были атрибутированы здания архитекторов Б.М. Великовского, Л.П. Гулецкой, П.И. Клишева.
Об архитекторе Борисе Великовском вышла книга Мержанова «Архитектор Борис Великовский» в соавторстве с Л. В. Копыловой, Н. А. Кулебякиным, М. Н. Аввакумовым, Д. М. Великовским.
Исследуя историческое архитектурное наследие в Королёва Мержанов сделал ряд интереснейших открытий и определил авторство многих объектов. С Любовью Гулецкой Мержанов познакомился в конце 80-х годов. Им был подготовлен ряд статей о жизни и творчестве архитектора, чья работа во многом определила облик космической столицы России — наукограда Королёв.
Мержанов занимался исследованием зданий, построенных по проектам П.И. Клишева в Королёве (Банно-прачечный комплекс, 1931 г., ОКН регионального значения; Жилой дом № 20 по Вокзальной ул. с магазином (ныне ул. Грабина. д.7); Жилой дом с мебельным магазином на первом этаже на улице Циолковского (ул. Циолковского, д.23/11), а также составил первую биографию архитектора. Сергей Борисович высоко оценил вклад Павла Клишева в своеобразие архитектурного облика города.
Мержанов открыл для городского краеведения имена архитекторов Н.А. Ладовского, Б.Г. Бархина, Г.П. Гольца, Р.М. Гегарта, Н.Г. Рябцева, А.Д. Киселёва, В.А. Канчели, И.Д. Метта, В.Г. Малышева и других, дал историко-архитектурную оценку их проектам. Мержанов писал о подмосковном периоде творчества архитекторов А.В. Щусева, Б.Г. Бархина, Ф.О. Шехтеля, А.В. Самойлова и других, писал и о творчестве деда — архитектора Мирона Мержанова. В качестве редактора принял участие в создании книги «Градостроительное искусство реконструкции исторических городов», посвященной профессору МАрхИ Б.К. Еремину. Также Мержанову принадлежит составление подробной биографии фотографа Р. И. Рубцова. Исследование личного архива Л.М. Чериковера способствовало ряду краеведческих открытий. Например, было установлено авторство зданий Болшевской трудовой коммуны: больница, общежитие, производственные сооружения были построены по проекту Л.М. Чериковера, а А.Я. Лангман работал над архитектурным обликом дома «Стройбюро», учебного центра и детского сада. В Королёве Мержанов много внимания уделял исследованию частного сектора и дачных зон. Благодаря его исследованиям, вышел ряд публикаций о знаменитых дачниках подмосковного наукограда. Мержанов нашёл дачи Оловянишниковых (на которой бывал поэт Ю.К. Балтрушайтис), С.Я. Маршака, Великорецких, С.А. Линского, Андреевых, Ноздриных, Прокофьевых, совместно с И.И. Чубуровым определил место дачи Г.П. Гольца.
Кандидат архитектуры С.И. Яхкинд во введении к первому тому монографии «Кружева родного края» так описала научный интерес С.Б. Мержанова:

«Занимаясь исследованиями отечественной архитектуры — он писал обо всем её многообразии. Писал о памятниках промышленного зодчества, об объектах жилого строительства (в историческом и современном аспектах), о творчестве архитекторов различных исторических периодов, деревянном зодчестве, малых архитектурных формах, благоустройстве и архитектурном освещении, готовил рецензии на книги, на конкурсные и на реализованные архитектурные проекты. Сергея Мержанова интересовала архитектура в различных проявлениях: от деталей в малых архитектурных формах и на фасадах деревянных и каменных зданий различных стилей до объемно-пространственных и композиционных решений объектов объемного и градостроительного проектирования; от вопросов сохранения архитектурного своеобразия отдельных объектов архитектуры до широкого ряда архитектурно-градостроительных структур (ансамбли загородных усадеб, фрагменты отдельных сохранившихся сельских поселений, храмовые и монастырские комплексы), об объектах некрополистики, как составляющей общей городской культуры в градостроительном аспекте, о монументальном зодчестве и многом, многом другом…».

### Экскурсионная и просветительская деятельность
В своей работе Сергей Борисович Мержанов уделял большое внимание просветительским проектам. Им разработан цикл пешеходных экскурсий по г. Калининграду (Королёв). Экскурсии по подмосковному Калининграду Мержанов организовывал и проводил с 1984 по 1995 год. В этот период им также разработан цикл лекций и бесед по краеведению для широкой аудитории — лекции и беседы проводились как в школах, так и в библиотеках и домах культуры.
С 1993 по 1999 год Мержанов проводил велосипедные экскурсии по северо-восточному Подмосковью. Как участник экскурсионного клуба «Московия» проводил экскурсии по Москве и её окрестностям, а позднее добавились двухдневные экскурсии по российским городам: Ярославль, Тутаев, Рязань, Касимов, Владимир, Муром, Ковров, Смоленск. Помимо экскурсий важно отметить участие Сергея Борисовича в историко-краеведческих конференциях в городах Подмосковья (Королёв, Орехово-Зуево) и городов соседних областей (Петушки, Ковров, Шуя).

### Калининград-Королёв
С середины 80-х годов Сергей Борисович ведет активную организаторскую и исследовательскую деятельность: в 1984 на общественных началах входит в Совет по созданию Калининградского музея, в дальнейшем (1985 г.) преобразованный в Совет по созданию Калининградского историко-краеведческого музея, стал членом ВООПИиК, вошел в историко-краеведческую секцию Калининградского городского отделения, в 1987—1990 гг. — общественный инспектор Тимирязевского районного отделения ВООПИиК (г. Москва), а с 1990 г. по 2005 г. — член градостроительного совета при Управлении архитектуры и градостроительства города Калининград (Королев).
С 1987 по 1993 гг. Мержанов — постоянный член общественной редакции «Наше наследие» в газете «Калининградская правда». Кроме того, его статьи публикуют газеты «Спутник», «Неделя в Подлипках», «По Ярославке», «Подмосковные известия», а также специализированные издания по архитектуре и строительству в частности, журналы «Архитектура и строительство Москвы», «Архитектура и строительство России». «Архитектура СССР», «Жилищное строительство», «Городское хозяйство Москвы», «Декоративное искусство», «Латинская Америка», «Московский журнал», газеты «Ленинское знамя», «Сельское строительство», «Крестьянская Россия», «Моспроектовец». С 1991 года выступал в качестве автора и ведущего циклов передач, посвященных историко-культурному наследию города Калининграда (Королев) на «Калининградском радио».
В 1986 году познакомился с внештатным фотографом газеты «Калининградская правда» Александром Александровичем Поповым, который снимал архитектуру Калининграда (Королёва) и Москвы, иллюстрируя статьи Мержанова в журналах и газетах. В первом томе монографии «Кружева родного края» (2024) представлено множество фотографий А. А. Попова, включая снимок главного дома усадьбы «Прове-Калиш», который украшает обложку издания. В 1987 году совместно с Б. Я. Ежовым издал буклет «Памятные места г. Калининграда».
В 1991-1993 годах Мержанов в соавторстве c В. А. Агальцовой провел работу по комплексной оценке историко-культурного и историко-архитектурного, экологического, природоохранного потенциала г. Калининграда Московской области, итогом работы стал «Перечень объектов, требующих обязательного индивидуального рассмотрения при реконструкции зданий и сооружений, реконструктивных мероприятиях в кварталах и микрорайонах городов Калининграда и Юбилейного (по состоянию на январь 1993 года)». Данная фундаментальная работа (список включает более 300 зданий) была утверждена Калининградским советом народных депутатов и должна была способствовать раскрытию экскурсионного потенциала городов Калининграда (Королёва) и Юбилейного, но список был отправлен в архив, где вновь обнаружен королёвскими краеведами лишь в 2013-м году.
В начале двухтысячных годов активно работает с Р. Д. Позамантир и Л. К. Бондаренко над изданием книг серии «Калининград-Королёв» — «Из глубины веков к космическим высотам» и «Полвека, ставшие эпохой». В 2008 году Сергей Борисович становится автором брошюры «Калининград-Королёв. 1938—2008», изданной администрацией г. Королёва.
В 2010 году в соавторстве с А. С. Балакиным издает краткий справочник «Болшевский некрополь», посвящённый людям, захороненным на Болшевском кладбище.
С 2011 года в качестве соавтора с Р. Д. Позамантир и М. Л. Мироновой работал над проектом «Энциклопедии города Королёва». В 2017 году из проекта были выделены статьи по космической тематике и изданы Р. Д. Позамантир в отдельном справочнике «Ракетно-космический наукоград Королёв».

### Работа в Госстрое РФ
В 1992 году в научно-исследовательском институте, где работает Мержанов, начались массовые сокращения. Три последующих года занимался писал статьи, выполнял научно-исследовательские работы по договорам. С 1995 года Мержанов был принят на работу в Департамент архитектуры Министерства строительства РФ, в период 1996—2003 гг. работал в Управлении архитектуры и градостроительства Госстроя РФ, где занимается вопросами, связанными с сохранением историко-архитектурного и градостроительного наследия. Параллельно со службой в Госстрое Мержанов работает в сфере экспозиционного дизайна: в свободное от работы время совместно с членами студии «Музей-Дизайн» писал сценарии и концепции для различных экспозиций. В 2003 году Мержанов перешёл в «Музей-Дизайн» на постоянную работу.

### Работа в «МузейМедиа» (2003—2022)
Важной частью творческой биографии Сергея Борисовича Мержанова является его работа в студии «Музей-Дизайн» под руководством заслуженного художника Российской Федерации А. Н. Конова, впоследствии ставшей творческим объединением «МузейМедиа». Работая в организации с 1997 года внештатно, и с 2003 г. в штате, Мержанов занимался созданием сценариев и научных концепций для музейных и выставочных экспозиций. В этот период он реализовал более 30 масштабных проектов как в столице, так и в других городах России:
1998, декабрь — выставка «1000 лет восточно-христианского орнамента» (церковь Покрова в Филях — филиал ГМРИ им. А.Рублёва, г. Москва) — соавтор концепции;
1999, март — проект Музея Московского Художественного академического театра (г. Москва) — соавтор первой концепции;
2000, август — Музей-квартира Андрея Белого на Арбате (филиал Государственного музея А. С. Пушкина на Пречистенке, г. Москва) — автор сценария;
2002, сентябрь — новая музейная экспозиция «Битва гигантов», Государственный Бородинский военно-исторический музей-заповедник, Московская обл., Можайский р-он, д. Бородино) — соавтор концепции;
2003, июнь — выставка «Четыре чувства». К 300-летию основания Санкт-Петербурга, Государственный исторический музей, г. Москва) — соавтор концепции, автор раздела;
2003, октябрь — Музей Московского Художественного академического театра (г. Москва) — соавтор второй (реализованной) концепции;
2003, декабрь — историко-ландшафтная композиция «Батарея Раевского» Государственный Бородинский военно-исторический музей-заповедник, Московская обл., Можайский р-он, д. Бородино) — соавтор сценарной и художественной концепции;
2004, март — выставка «Ау, Базиль Пушкин!», посвящённая В. Л. Пушкину (Государственный музей А. С. Пушкина на Пречистенке, г. Москва) — соавтор концепции;
2004, июнь — выставка «История Олимпийских игр», Государственный исторический музей, г. Москва) — соавтор концепции;
2005, январь — выставка «250 лет МГУ», Государственный исторический музей, г. Москва) — соавтор концепции, автор раздела;
2005, июнь — выставка «125 лет памятнику А. С. Пушкину», Государственный музей А. С. Пушкина на Пречистенке, г. Москва) — соавтор концепции;
2007, июнь — постоянно действующая экспозиция «Что такое искусство?» во флигеле Кузьминских Музея-усадьбы Л. Н. Толстого «Ясная Поляна» (Тульская обл., Щекинский р-он, п/о Ясная Поляна) — соавтор концепции и художественного решения;
2008, май — Музей художника, этнографа и сказочника С. Г. Писахова (г. Архангельск) — автор сценария;
2010, июль - постоянно действующая экспозиция «Мемориальная комната Ю. А. Мозжорина» (Музей ФГУП ЦНИИмаш, Московская обл., г. Королёв) — один из авторов художественного решения;
2010, декабрь — постоянно действующая экспозиция по истории Поликлиники Главлечсанупра (пер. Сивцев Вражек, г. Москва) — ведущий проектировщик;
2011, апрель — выставка «Они были первыми, или 108 минут, которые потрясли мир» (Мемориальный музей космонавтики, г. Москва) — один из авторов художественного решения;
2011, апрель — новая экспозиция Мемориального дома-музея С. П. Королёва (г. Москва) — один из авторов художественного решения;
2011, октябрь — новая экспозиция (1-я очередь) Подольского краеведческого музея (Московская обл., г. Подольск) — автор концепции и сценария;
2012, февраль — автор концепции комплексного развития МБУК «Мемориальный дом-музей М.Цветаевой в Болшево на период 2012-2016 гг.»;
2012, сентябрь — выставка «Пречистенка и её обитатели», Государственный музей А. С. Пушкина на Пречистенке, г. Москва) — соавтор концепции;
2013, апрель — Музей театра им. Моссовета (г. Москва) — один из авторов художественного решения;
2013, сентябрь — выставка «Среди людей мне близких… и чужих…». К 195-летию со дня рождения И. С. Тургенева. Государственный музей А. С. Пушкина на Пречистенке, г. Москва) — один из авторов художественного решения;
2014, июнь — выставка «Мир стекла» (Государственный музей керамики и Усадьба Кусково XVIII в., г. Москва) — один из авторов художественного решения;
2014, сентябрь — выставка «Великое в малом», Бородинская панорама, г. Москва) — один из авторов художественного решения;
2015, февраль — новая экспозиция (1-я очередь) Тульского государственного музея оружия (г. Тула) — один из авторов концепции;
2015, май — новая экспозиция Музея художественного освоения Арктики им. А. А. Борисова (г. Архангельск) — соавтор концепции и сценария;
2016, сентябрь — проект новой экспозиции Литературно-этнографического музея Л. Н. Толстого в станице Старогладовской (Чеченская Республика) — соавтор художественной концепции;
2017, август — экспозиция в Императорском путевом дворце Государственный Бородинский военно-исторический музей-заповедник, Московская обл., Можайский р-он, д. Бородино) — соавтор художественной концепции;
2017, ноябрь — проект новой экспозиции Рязанского историко-архитектурного музея-заповедника (г. Рязань) — соавтор художественной концепции;
2017, декабрь — выставка «В борьбе за Красные Ворота и Охотный ряд. Барановский и Москва» (Музей архитектуры, г. Москва) — соавтор дизайнерского решения;
2018, май — проект новой экспозиции (2-я очередь) Подольского краеведческого музея (Московская обл., г. Подольск) — автор концепции и сценария;
2018, октябрь — проект новой экспозиции Государственного музея истории космонавтики (г. Калуга) — соавтор сценария музея.
Отдельно стоит отметить работу Сергея Борисовича с экспозициями по космической тематике: в качестве дизайнера он принял участие в оформлении Мемориальной комнаты Ю. А. Мозжорина в ЦНИИмаш (2010 г.), новой экспозиции Мемориального дома-музея С. П. Королёва в Москве (2011 г.), выставки к 50-летию первого полёта человека в космос «108 минут, которые потрясли мир» (2011 г.). В 2021 году Мержанов принял участие в создании экспозиции нового здания Государственного музея истории космонавтики в Калуге.
Мержанов является одним из основателей Мамонтовского историко-краеведческого музея в г.о. Пушкино. В 1990-е годы Мержанов принимал активное участие в создании городских музеев Калининграда (Королева), в особенности Историко-краеведческого (ныне Музейное объединение «Музеи наукограда Королёв»). Это была работа по сбору экспонатов, разработка концепций выставок, проектирование экспозиций, историко-архитектурное описание музейных зданий.
В последние годы Сергей Борисович выступал консультантом организаторов Музея братьев Кисель-Загорянских и дачной культуры в Загорянке (г.о. Щелково, Московская область).
Благодаря многочисленным командировкам и путешествиям по разным городам России Сергей Борисович собрал обширный фотоархив, насчитывающий более 1500 снимков на фотопленку (из них более 600 посвящены городу Калининграду (Королёву) и несколько тысяч цифровых снимков, которые зафиксировали как исторические здания и памятники, так и современные архитектурные решения, малые архитектурные формы, виды и пейзажи российских городов.

### Смерть
Сергей Борисович Мержанов умер от осложнений связанных с коронавирусной инфекцией 21 января 2022 года. Похоронен в Москве на Ваганьковском Армянском кладбище (4 участок).

## Работа в общественных организациях
В 1984 Сергей Мержанов на общественных началах входит в Совет по созданию Калининградского музея, в дальнейшем (1985 г.) преобразованный в Совет по созданию Калининградского историко-краеведческого музея, с 1985 по 1991 г. является членом историко-краеведческой секции Калининградского городского отделения ВООПИК, в 1987—1990 гг. — общественный инспектор Тимирязевского районного отделения ВООПИК (г. Москва). С 2013 г. являлся членом возрожденного Королёвского городского отделения ВООПИК.
С 1987 по 1993 г. является постоянным членом общественной редакции «Наше наследие» в газете «Калининградская правда».
С 1990 по 2005 гг. Сергей Борисович был членом градостроительного совета при Управлении архитектуры и градостроительства города Калининград (Королев), главным архитектором города на тот момент являлся А. Н. Панин.
С 2003 г. член-корреспондент Российской академии художественной критики (РАХК), профессор Московского отделения Международной Академии архитектуры (МААМ).
С 2007 г. консультант сайта «Космический мемориал», сотрудничает с сайтами «Герои страны», «Архангельский некрополь», «Спортивная страна» и др.
С 2008 г. член Некоммерческого партнерства «Общество некрополистов».
Являлся членом общественных советов мемориального музея М. И. Цветаевой в Болшеве, Дома-музея С. Н. Дурылина в Болшеве (оба — г. Калининград, ныне Королёв Московской обл.), членом совета Музея истории поселка Мамонтовка (г. Пушкино Московской обл.).
В октябре 2021 года совместно с И. А. Гришиным подготовил биографическую статью об архитекторе Л. П. Гулецкой для Википедии.

### Королёвское отделение МОО ВООПИК

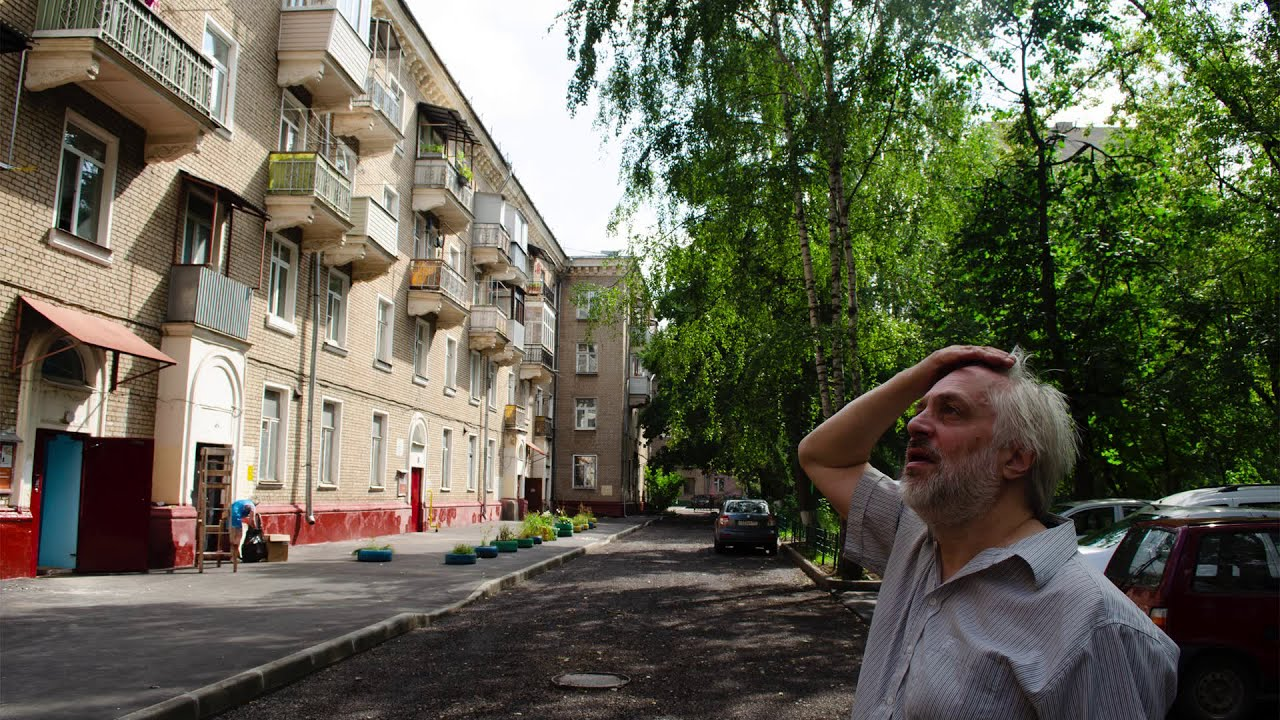
С. Б. Мержанов описывает архитектуру жилых домов арх. Л. П. Гулецкой в Королёве в июне 2018 года. Фото И. А. Гришина.

В 2013 г. в Королёве было восстановлено городское отделение ВООПИК. Сергей Борисович Мержанов с первого дня вошел в Совет Королёвского отделения и принимал активное участие в подготовке заявлений о включении памятников истории и культуры в реестр объектов культурного наследия, популяризации исторического и культурного наследия Королёва.
В связи с тем, что основная работа Мержанова в МузейМедиа была сопряжена с подготовкой музейных экспозиций по государственным контрактам, Сергей Борисович просил коллег не афишировать его деятельность как градозащитника, чтобы не создать проблем своему руководству.
В 2013 году С. Б. Мержанов разработал концепцию благоустройства сквера им. М. И. Цветаевой напротив музея поэтессы в Болшево.
Как источниковед Мержанов подсказывал коллегам, кто и когда из краеведов писал статьи в газетах или в книгах по интересующим объектам, помогал с контактами краеведов и старожилов.

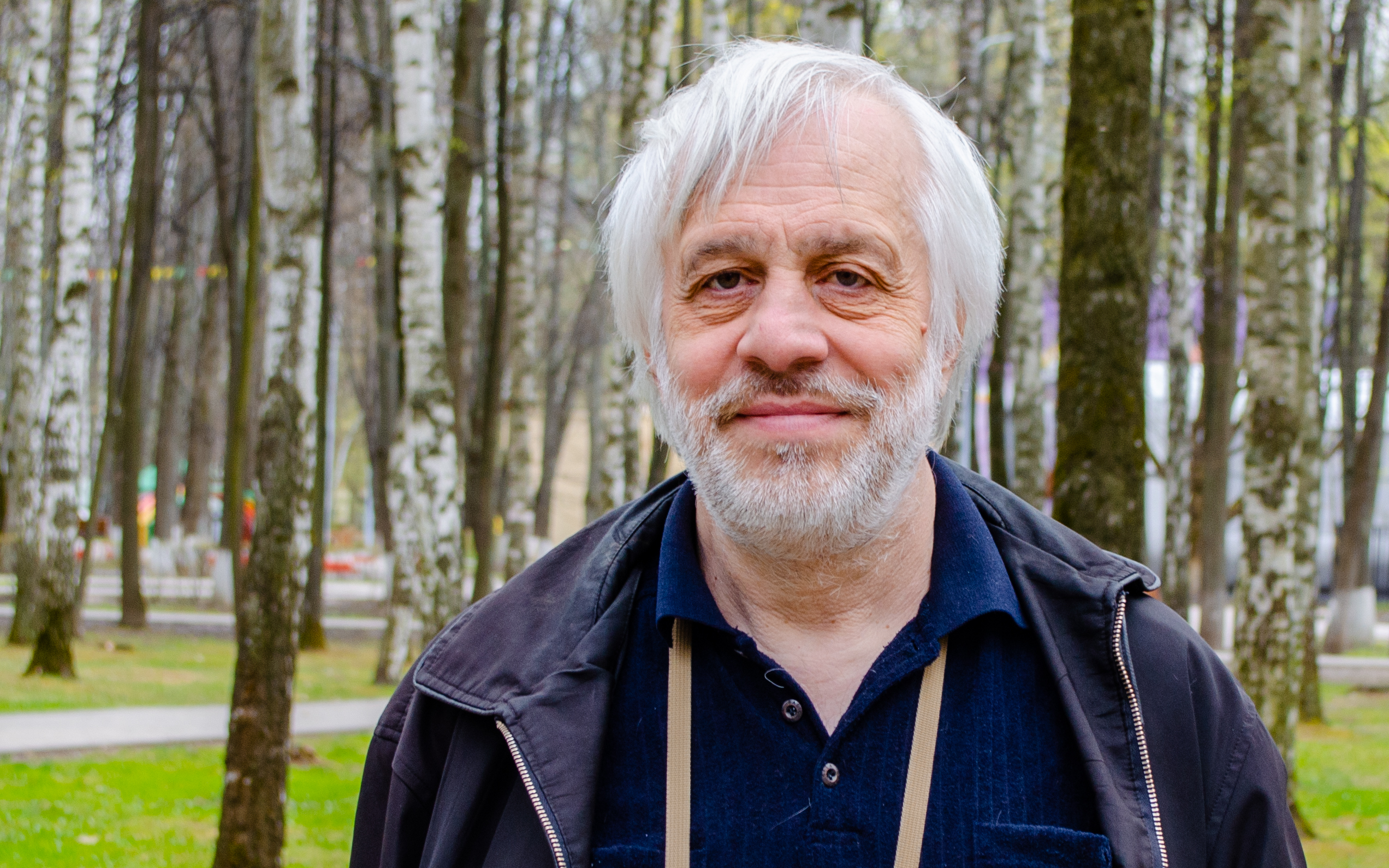
Сергей Борисович Мержанов в Центральном городском парке г.о. Королёв в мае 2021 года. Фото И. А. Гришина.

Как историк архитектуры готовил архитектурное описание для памятников и ансамблей — обязательный раздел для заявлений о включении объектов в реестр культурного наследия. Им были подготовлены описания ансамбля жилых домов, ограниченных улицами Фрунзе, Циолковского, Карла Маркса, Лесной (исторический квартал на ул. Фрунзе), ансамбля жилых домов, построенных по проекту архитектора Л. П. Гулецкой, Фабрики-кухни на улице Ленина, общежития Казённого завода военных самоходов фирмы БЕКОС на улице Гагарина, квартала № 1 между улиц Коминтерна, Карла Либкнехта, Ленина, жилых домов ансамбля «Дачи Шеффер» (она же дача А. С. Спиридонова) на улице Карла Маркса, Дома творчества кинематографистов «Болшево» в мкр. Первомайский и других объектов.
Сергей Борисович Мержанов писал статьи, популяризирующие культурное наследие Королёва, в том числе, посвященные Болшевской трудовой коммуне, изучением которой Мержанов занимался со студенчества. Мержанов проверял каждое заявление о включении объектов в реестр и вносил корректировки, консультировал коллег при подготовке публикации и проектов писем, посвященных объектам в историческом центре г.о. Королёв. Помогал коллегам контактами и знакомствами, в том числе позволял им ссылаться на свою поддержку в разговоре со специалистами. Не единожды писал проекты писем, которые часто без правок подписывали другие лица. По мнению градозащитника Игоря Гришина, поддержка С. Б. Мержанова «открывала любые двери».
Как консультант принимал участие в восстановлении надгробия Н. А. Красюку и установке его в ограде храма Космы и Дамиана в Болшеве в 2019 году.
В 2020 году С. Б. Мержанов консультировал градозащитников Королёва по сохранению сквера между улиц Гагарина и Терешковой, где собирались установить геодезический купол. По предложению С. Б. Мержанова градозащитники выдвинули инициативу установить «купол» на месте летнего кинотеатра в Центральном городском парке, что и было реализовано в 2021 году.

### Некрополистика
Параллельно архитектуре Сергей Борисович Мержанов начиная с 1980-х гг. увлекся некрополистикой — изучением кладбищ и захоронений, в том числе с точки зрения архитектуры.
За годы занятий некрополистикой у Сергея Борисовича скопился большой объём материала по различным захоронениям, что в дальнейшем привело к сотрудничеству Мержанова с авторами различных тематических сайтов: Вадимом Якушовым (сайты по кинематографу и космической тематике), Евгением Румянцевым (сайт «Космический мемориал»), Павлом Кацем (сайт «Московские могилы») и Денисом Шабалиным (интернет-проект «Спортивный некрополь», «Спорт-страна.ру»).
Первая встреча некрополистов 8 сентября 2007 года на Ваганьковском кладбище в Москве стала точкой начала отсчета истории некоммерческого партнерства «Общество некрополистов», членом которого Сергей Борисович был со дня основания.
С 2007 г. Мержанов — консультант сайта «Космический мемориал», сотрудничает с сайтами «Герои страны», «Архангельский некрополь», «Спортивная страна», «Могилы знаменитостей», «Где дремлют мертвые» и др.
В 2010-м году Мержановым в соавторстве с А. С. Балакиным была выпущена книга «Болшевский некрополь», посвященная исследованиям надгробий ныне закрытого Болшевского кладбища. Некрополистам удалось установить захоронения известных ученых, военачальников, деятелей культуры, спортсменов.
Также Сергей Мержанов на протяжении долгих лет собирал информацию по захоронениям известных людей на Введенском кладбище в Москве. Вместе с московскими некрополистами Надеждой Даниловой и Виктором Сорокиным он считался специалистом по этому некрополю.

## Награды
Лауреат Международного фестиваля «Зодчество» 1998, 2003, 2016 гг., лауреат конкурса Российской академии архитектуры и строительных наук (РААСН) 2003 г., премии г. Москвы в области литературы и искусства по номинации «Дизайн» (2004), лауреат конкурса Российской академии архитектуры и строительных наук (РААСН) 2004 г., а также ряда всесоюзных (1990 и 1991 гг.) и всероссийских конкурсов по историко-архитектурной и краеведческой тематике.
В 1989 г. награждён Грамотой ВООПИиК за серию материалов, посвященных историко-культурному наследию Российской Федерации.
В 2011 году награждён специальным призом конкурса на лучший Европейский музей EMYA (2011).

## Публикации
Сергей Мержанов уделял большое внимание истории и архитектурному своеобразию малых городов. Его статьи посвящены как подмосковным городам — Калининграду (Королёву), Костино, Железнодорожному, Пушкино, Ивантеевке, Мамонтовке, Гжели, Клязьме, Зарайску, Одинцово, Дмитрову, Звенигороду, так и малым городам России. Он писал об архитектурных особенностях зданий и городов, о владельцах усадеб прошедших веков и ученых космического города, о захоронениях, о памяти и беспамятстве, о военных и писателях, о преподавателях и врачах, о художниках и скульпторах, жизнь которых была связана с различными точками Подмосковья, и не только о них. Статьи Мержанова, а их написано более 500, опубликованы в ряде периодических изданий:

### Альманахи, сборники и материалы конференций
Альманах «Болшево», Альманах ВООПИК «Памятники Отечества», Вестник «Зодчий 21 век», Ежегодный сборник материалов научных конференций «Рождественский сборник» (г. Ковров) — в период с 1997 по 2006 гг., сборник статей 1990 г. «Москва — 2000: какой ей быть?».

### Газеты
Владимирская неделя, Призыв, Время (Щёлково), Гудок, Калининградская правда, Крестьянская Россия, Ленинское знамя, Лосиный остров, Маяк (г. Пушкино), Молва (Владимир), Московская правда, Московский художник, Неделя в Подлипках, Новости в Подлипках, Подмосковные известия, По Ярославке, Приокская газета, Приход, Пульс Ивантеевки, Развитие, Родники (Мытищи), Российская газета, Спутник, Ставропольский хронограф, Строительство и бизнес, Тверская-13, Черноморская здравница и другие.

### Журналы
Academia. Архитектура и строительство, Архитектура и строительство Подмосковья, Архитектура СССР, Архитектурный вестник (АВ), Восточный Свет, Городское хозяйство Москвы, Декоративное искусство, Жилищное строительство, Мир Музея, Московский журнал. История государства Российского, Промышленное и гражданское строительство, Русское искусство, Сельское строительство и другие.

### Книги
Издания Мержанова, выпущенные в соавторстве с исследователями и краеведами, отражают его круг интересов. Это книги, посвященные жизни и творчеству архитекторов, историческому и архитектурному своеобразию города Королёв, а также некрополистике.
- Архитектор Борис Великовский / Копылова, Л.; Мержанов, С. и др. − М.: 2002. Arbor, 184 с. ISBN 5-900048-21-7
- Калининград-Королев. Полвека, ставшие эпохой: Т2 / Р. Позамантир, С. Мержанов, Л. Бондаренко, Ю. Сороколетов — М.: 2005. Московский журнал. История государства Российского, 512 с. с илл. ISBN 5-87126-027-6
- Диалог в письмах: переписка 2013-2021 гг. / Горовой Л.М., Мержанов С.Б. // Королёв, 2024.
- Архитекторы Российской империи с начала XVIII века до 1917 года. Биографический словарь. Том I. «А» // в составе группы авторов / Изд-во ФГУК ГНИМА им. А. В. Щусева. — М., 2007 ISBN 978-5-902667-03-2
- Альбом Калининград — Королев. 1938—2008 — Королёв, 2008. Палитра плюс. ISBN 5-87126-065-9
- Болшевский некрополь / А. Балакин, С. Мержанов — Королёв: 2010. Палитра плюс, 36 с.
- С. Мержанов С. Н. Дурылин и газета «Малый театр» // В кн.: С. Н. Дурылин и его время. Книга первая. — М., 2010. — С. 416—425.
- Советский стиль / ред. группа: В. Зусева, Т. Евсеева, Н. Иванова — М.: Мир энциклопедий Аванта+, 2012. — 207 с.: ил. ISBN 978-5-98986-520-8
- Финский домик // В кн.: Сделано в СССР. Символы советской эпохи. — М., Астрель СПб. — 2013. — 224 с. ISBN 978-5-98986-697-7
- Сазиков А. В., Мержанов С. Б., Черников В. В. «Торжественное убранство российских городов» // Строители России. XX—XXI вв. Городское хозяйство / Коллективная монография. М.: Мастер, 2014. 1200 стр., илл. — С. 428—437.
- Градостроительное искусство реконструкции исторических городов / Б. К. Еремин. Составители: М. В. Комский, Б. В. Гандельсман, М. Н. Туркатенко. Дизайн книги — Г. А. Блейх. Редактор книги — С. Б. Мержанов. GALA — Studio, Фонтеграфика. Московский архитектурный институт — М: 2016. 456 с. ISSN 1990-9942
- Королев 2020: Юбилейные памятные даты / Н. Закалюкина, С. Мержанов, Е. Чурикова — Королёв (Мытищи: Мастер-книга), 2020. 87 с. ISBN 978-5-907383-04-3.
- Мирон Мержанов и его время / Б. М. Мержанов, С. Б. Мержанов — М.: Буки Веди, 2023. — 360 с. — ISBN/ISBN 978-5-4465-3812-6
- Очерки об архитектуре и краеведении. Том 1. Кружева родного края / автор Мержанов С. Б., сост. Яхкинд С. И. — М. 2024. АО "Полиграфическое предприятие «ВЫМПЕЛ». — 178 с. — ISBN 978-5-604-98420-8
- Очерки об архитектуре и краеведении. Том 2. Города родной России / автор Мержанов С.Б., сост Яхкинд С.И. — М. 2024. АО "Полиграфическое предприятие «ВЫМПЕЛ». —212 с. – ISBN 978-5-6049842-2-2
- Памятные места г. Калининграда (Королёва) (буклет) / Мержанов С. Б., Ежов Б. Я. // РИО Упрпо-Лиграфиздат, 1987.

## Семья
- Отец — Мержанов, Борис Миронович (24.06.1929, г. Кисловодск Ставропольского края — 17.06.2006, г. Королев Московской обл.) — архитектор, доктор архитектуры, профессор. Член Центрального Правления Союза Архитекторов СССР (1973—1983).
- Мать — Мержанова (ур. Чувашёва) Эльвира Петровна (19.05.1933, с. Куйтун Иркутской обл. — 10.02.2005, г. Москва) — выпускница Новосибирского инженерно-строительного института (НИСИ), архитектор, кавалер ордена «Знак Почёта».
- Сестра — Татьяна Борисовна Мержанова, 1967 г. р. — литературный редактор.
- Дед по отцовской линии — Мержанов, Мирон Иванович (Мигран Оганесович Мержанянц, арм. Մերուժանյանց Միհրան Հովհաննեսի, 1895—1975) — архитектор. В 1934—1941 гг. личный архитектор И. В. Сталина, автор проектов Золотых Звезд Героя Советского Союза и Героя Социалистического Труда, лауреат Гран-при на Всемирной выставке в Париже (1937 г.).
- Родной брат деда — Мержанов, Мартын Иванович (1900—1974) — советский журналист, военный корреспондент газеты «Правда», первый главный редактор еженедельника «Футбол».
- Бабушка по отцовской линии — Мержанова (ур. Ходжаева), Елизавета Эммануиловна (1902—1947), пианистка, аккомпаниатор, арестована в 1943 году, умерла в исправительно-трудовом лагере под Карагандой, реабилитирована посмертно в 1956 г.
- Дедушка по материнской линии — Чувашёв, Пётр Никифорович (1905—1968) — военнослужащий, ветеран ВОВ.
- Бабушка по материнской линии — Чувашёва (ур. Четырус), Таисия Сергеевна (1910—1988) — стоматолог, работала в Лечкомиссии Крайкома КПСС (г. Красноярск).
- Прадед по отцовской линии — Ходжаев, Эммануил Багдасарович (1861—1939) — выпускник Петербургской Императорской академии художеств, архитектор, главный архитектор Кисловодска и Пятигорска, автор более 300 проектов на территории курортов Кавказских Минеральных Вод.
- Прабабушка по отцовской линии — Ходжаева (ур. Балиева), Татьяна Алексеевна (1872—1937)[1].

## Наследие и память

### Некрологи
- Скончался Сергей Мержанов — МБУК "Музейное объединение «Музеи наукограда Королёв»[32];
- Памяти С. Б. Мержанова — Ковровский историко-мемориальный музей[33];
- Ничем не восполнимая утрата. Ушел из жизни Сергей Борисович Мержанов. — журнал «Подмосковный летописец»[34];
- Культурный код династии архитекторов. Памяти Сергея Борисовича Мержанова (1959—2022) — журнал «Архитектура и строительство России»[35];
- Сохраним светлую память — газета «Калининградская правда»[36];
- Некролог на сайте Евгения Румянцева «Космический мемориал»[23];
- Публикация на сайте «Московские могилы»[37];
- Мержанов Сергей Борисович — сайт «Они тоже гостили на земле»[38];
- Не стало Сергея Мержанова — сайт «Спорт-страна.ру»[9].